# Borgne d’Arolla
Die Borgne d’Arolla ist der rund 13 Kilometer lange linke Quellfluss der Borgne im Schweizer Kanton Wallis. Sie durchfliesst das Val d’Arolla in der Gemeinde Evolène.

## Verlauf
Die Borgne d’Arolla entsteht auf etwa 2815 m ü. M. beim Zusammenfluss zweier kurzer Schmelzwasserbäche, die dem Bertolgletscher entspringen. Dieser erstreckt sich über den Westhang des Pointe de Bertol, der sich wenig südlich des 3668 m ü. M. hohen Aiguille de la Tsa erhebt. Nach kurzem Lauf nach Südwesten erreicht sie das Val d’Arolla, wo ihr von links das Wasser des Arollagletschers zufliesst. Dieses besitzt bei der Mündung ein deutlich grösseres Einzugsgebiet als die Borgne d’Arolla. Der junge Fluss wendet sich nach Nordwesten und nimmt von rechts den Torrent des Douves Blanches auf, der dem Glacier des Douves Blanches entspringt.
Nur wenig später wendet sie sich nach Nordnordost und passiert das über dem Fluss gelegene Arolla. Hier nimmt sie beim Campingplatz Petit Praz von rechts das Wasser des Torrent de la Roussette auf. Sie fliesst vorbei an Pramousse sowie Satarma, wo ihr der Torrent des Aiguilles Rouges von links zufliesst, der unterhalb der 3262 m ü. M. hohen La Roussette entspringt. Sie passiert La Gouille und nimmt kurz darauf von rechts den vom Petite Dent de Veisivi (3184 m ü. M.) herkommenden Torrent de Veisivi auf. Gleich darauf folgt bei La Ventura von links der Torrent de la Maresse, der am Mont de l’Etoile (3184 m ü. M.) entspringt.
Die Borgne d’Arolla passiert nun Pralovin und nimmt von links die Bornetta auf, ehe sie auf 1422 m ü. M. nur wenig westlich des Dorfes Les Haudères mit der Borgne de Ferpècle zur Borgne zusammenfliesst.